# Fred Hafner
Fred Hafner ist ein deutscher Wirtschafts-, Verkehrs- und Reise-Journalist, Herausgeber und langjähriger Chefredakteur.

## Leben
Hafner studierte von 1979 bis 1983 an der Hochschule für Verkehr in Dresden (heute Technische Universität Dresden). Anschließend war er Redakteur der Berliner Zeitung. Von 2005 bis 2017 verantwortete er als Chefredakteur die DB Welt, die Mitarbeiterzeitung der Deutschen Bahn AG.
2022 gründete Hafner Reiseblick.net, ein deutschsprachiges Online-Portal für weltweite journalistische Reise-Reportagen.